# DeSoto
Pour les articles homonymes, voir De Soto.
DeSoto était une marque automobile américaine appartenant à la Chrysler Corporation et qui exista de 1928 à 1960 (la dernière année-modèle fut 1961).

## Histoire
DeSoto fut fondée par Walter Chrysler le 4 août 1928 et fut nommée en l'honneur d'Hernando de Soto, un célèbre conquistador et explorateur espagnol. Chrysler voulait alors rivaliser dans le segment de moyenne gamme avec General Motors, Studebaker et Willys-Knight (en). Peu après, la compagnie fit néanmoins l'acquisition de Dodge, une marque au positionnement similaire. La stratégie du groupe Chrysler fut alors de placer les DeSoto meilleur marché que les Dodge, destinées à un public plus aisé mais toujours dans le milieu de gamme.

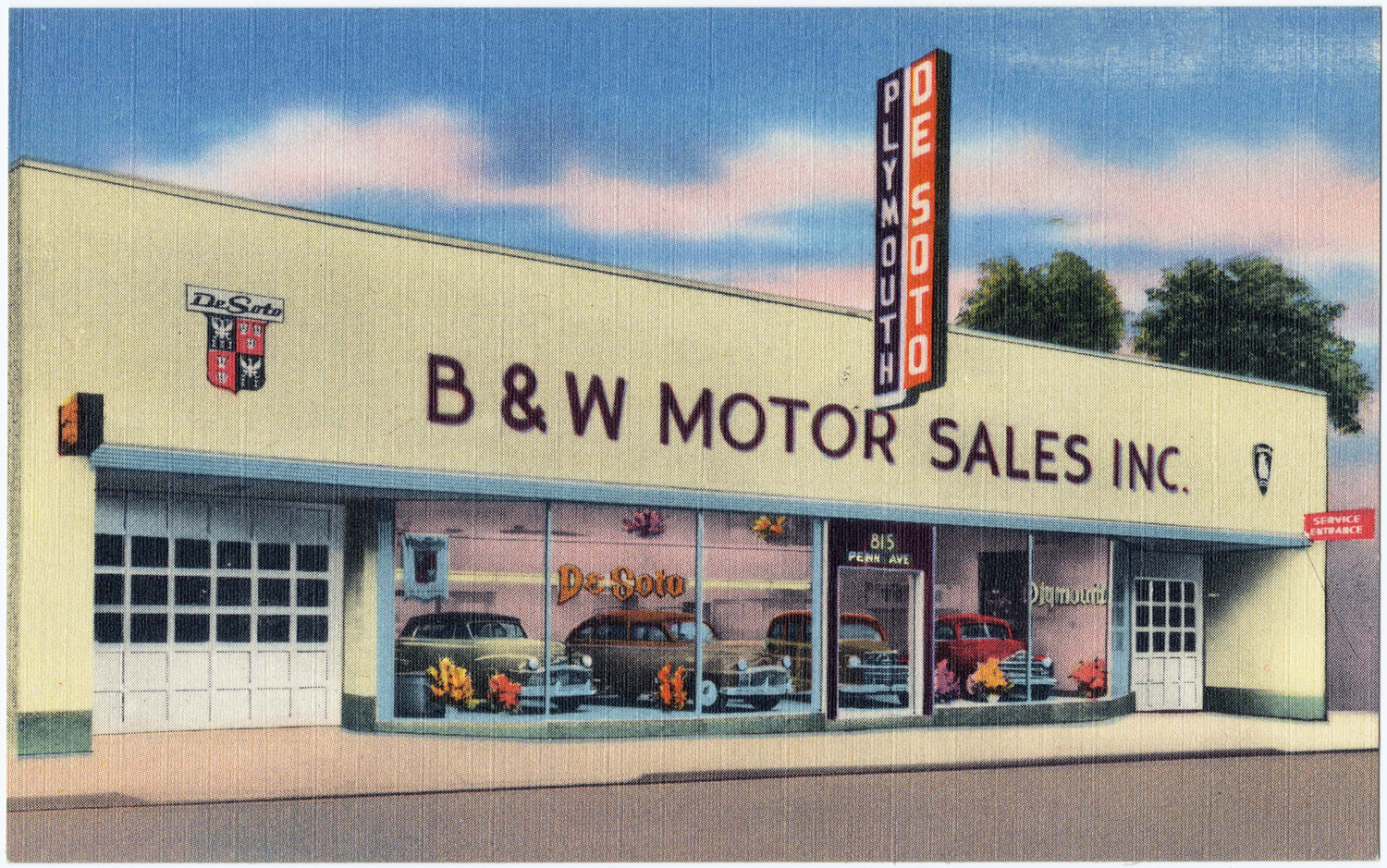
Concessionnaire DeSoto, période 1930-1945

DeSoto connut alors un relatif succès avec des ventes plus fortes que celles de la marque Dodge. Dans l'optique de dynamiser les ventes de cette dernière, le positionnement des deux marques fut inversé à partir de 1933 et DeSoto partageait la plupart de ses plates-formes de voiture avec celles de Chrysler.
La division DeSoto assembla 129 963 automobiles au cours de l'année calendaire 1953, ce qui lui permettait d'occuper la douzième place au classement des constructeurs des États-Unis, devant Cadillac (103 538) mais derrière Nash-Ramblers (Nash Motors) avec 135 394 unités. La meilleure position du groupe fut remportée comme à son habitude par Plymouth (troisième place, avec 662 515 unités) puis venait Dodge (huitième place, 293 714 exemplaires) et Chrysler (dixième place, 160 410 unités). Pour comparaison Chevrolet, le champion toutes catégories, livra cette même saison 1 447 287 véhicules, et Ford 1 184 187.
La marque se développa donc jusqu'au milieu des années 1950, mais la récession économique de 1958 affecta fortement ses ventes. De plus, avant la guerre les concessions des marques de la Chrysler Corporation étaient souvent groupées (Plymouth-DeSoto ou Chrysler–Plymouth par exemple) mais il fut ensuite décidé de les séparer. Plymouth étant une marque plus répandue, elle a souvent eu la faveur des concessions et DeSoto se retrouva alors avec un réseau de vente beaucoup plus restreint. Enfin, les marques de la Chrysler Corporation étaient autorisées à se concurrencer des marchés entre elles. Chrysler sortit des modèles meilleur marché et Dodge des modèles plus onéreux, ce qui continua de menacer le marché de DeSoto.
Avec des ventes en fort déclin depuis 1957, la marque fut officiellement arrêtée le 30 novembre 1960. Les concessions Plymouth et Chrysler furent chargées de vendre, souvent à perte, les derniers modèles produits.

## Modèles
- DeSoto Adventurer (1956–1960)
- DeSoto Airflow (en) (1934–1936)
- DeSoto Airstream (en) (1935–1936)
- DeSoto Custom (en) (1946–1952)
- DeSoto Diplomat (en) (Export)
- DeSoto Deluxe (en) (1946–1952)
- DeSoto Firedome (en) (1952–1959)
- DeSoto Fireflite (en) (1955–1960)
- DeSoto Firesweep (en) (1957–1959)
- DeSoto Powermaster (en) (1953–1954)
- DeSoto Series K-SA (pl) (1929–1932)
- Desoto Series SC-SD (pl) (1933–1934)

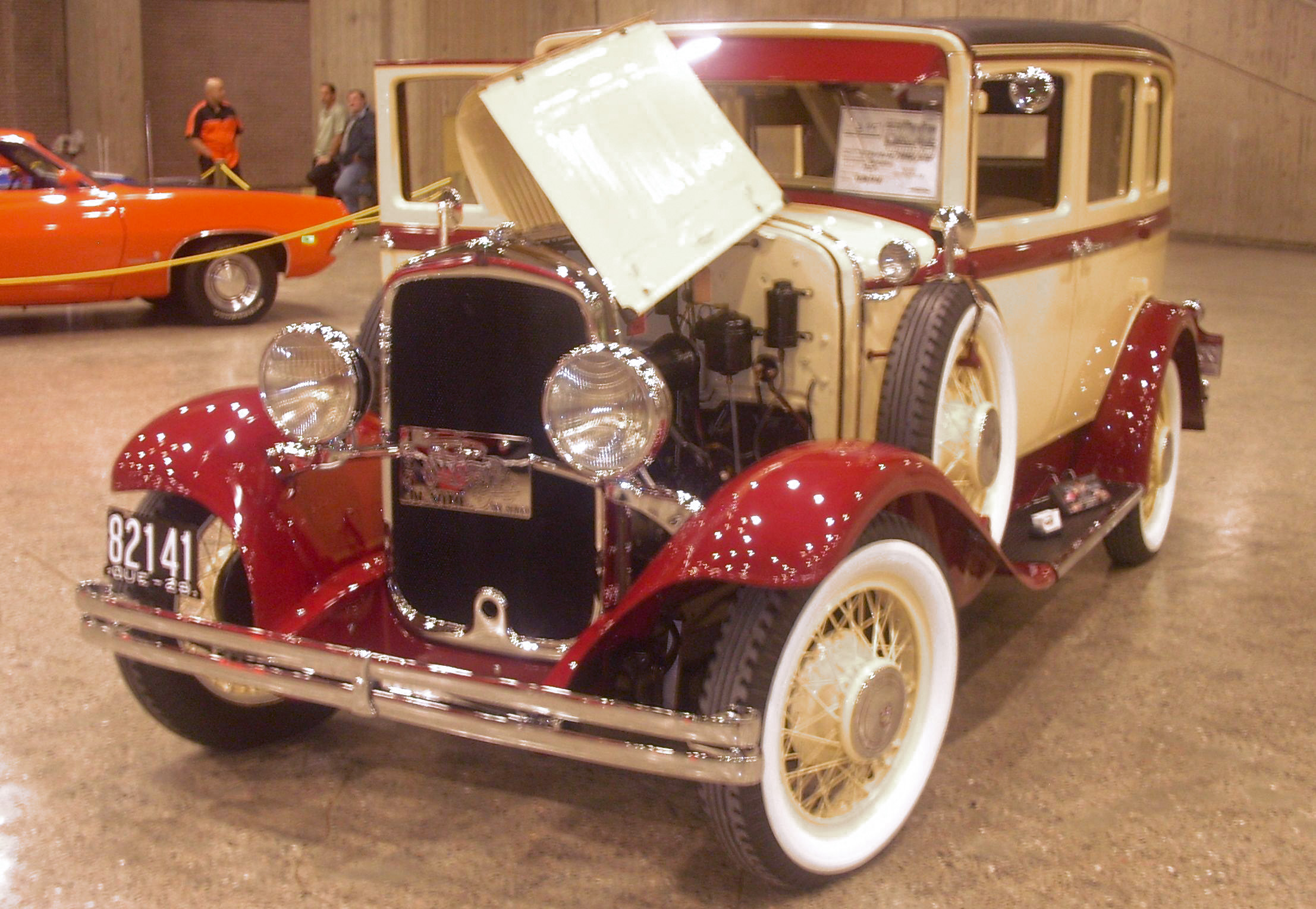
L'une des premières DeSoto de 1929

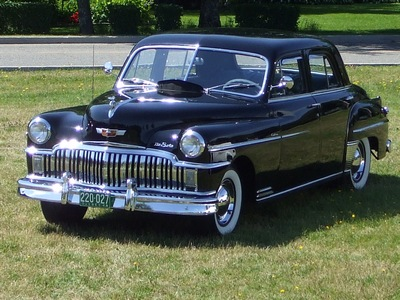
DeSoto Deluxe de 1949

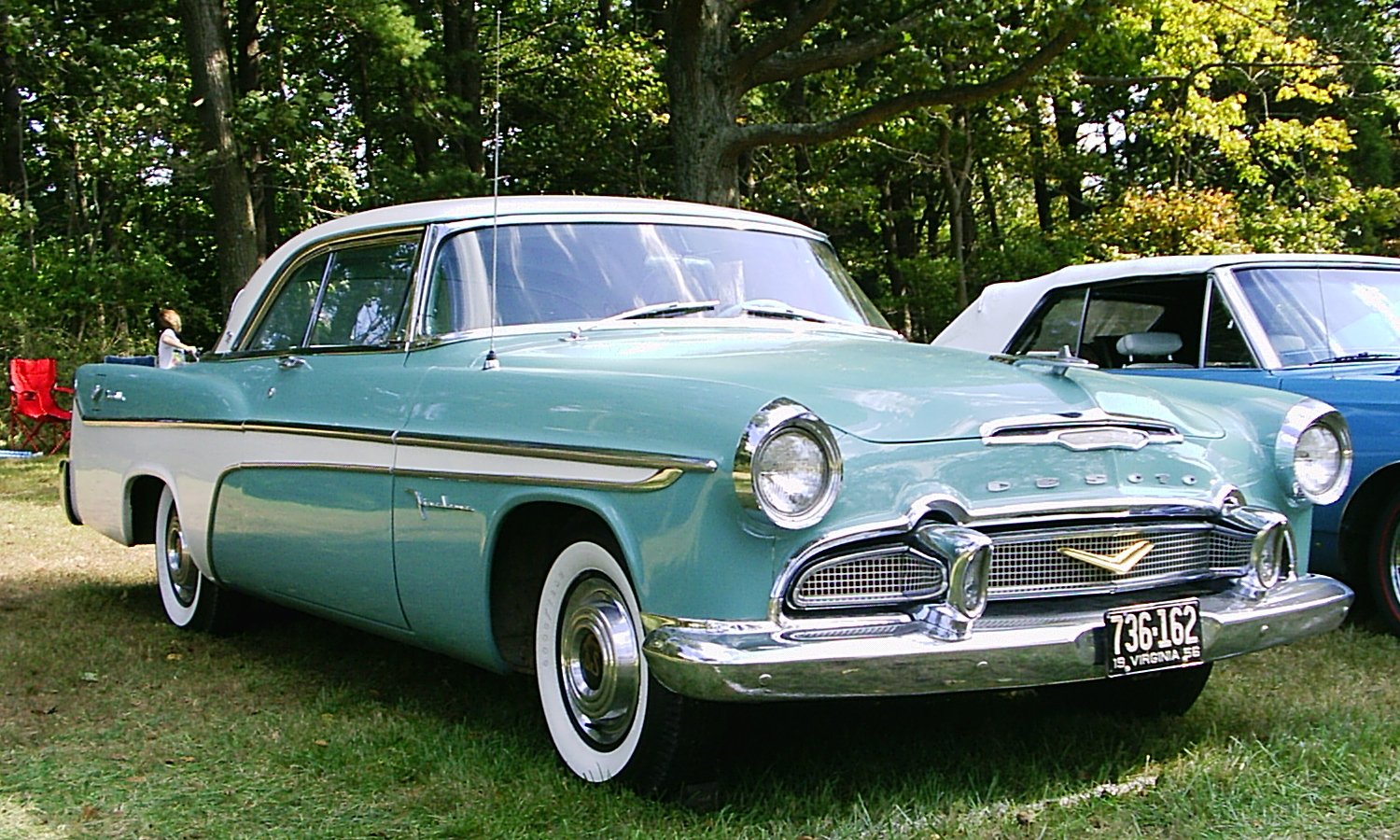
DeSoto Firedome coupé de 1956

- DeSoto Series S (de) (1937–1942) (S-1 à S-10, à l'exception de l'Airsteam et de l'Airflow)